# Marian Truță
Marian Truță (n. 24 aprilie 1960, București) este un scriitor român contemporan de science fiction și fantasy.

## Lucrări scrise

### Volume publicate
- 2008 - Vremea renunțării, Editura Bastion, Timișoara
- 2012 - A doua venire, Editura Nemira, București [2]
- 2014 - Vegetal (colaborare cu Dănuț Ungureanu), Editura Nemira, București
- 2015 - Mineral (colaborare cu Dănuț Ungureanu), Editura Nemira, București
- 2018 Omul care s-a jucat cu lumea, Editura Tritonic, București
- 2022 Cetatea Morgana și alte povestiri, Editura Eagle, București
- 2022 Niciodată nu va ninge peste Amazon, Editura Eagle, București

### Antologii
- 1987 - Az osszerobbanas, Editura Kriterion, București
- 2009 - Alte țărmuri, Societatea Română de Science Fiction și Fantasy
- 2011 - Steampunk - A doua revoluție, Editura Millennium Books, Satu Mare

### Apariții în periodice
- 1987, 1988, 1994 - Almanahul Anticipația
- 1995, 1996 - Colecția Povestiri Științifico Fantastice, Anticipația.

### Povestiri
- „Nopțile noastre la tropice” în Hoțul de amintiri, Editura Labirint, 1990
- „Johnny și caracatița”, CPSF, #469/01-06-1990
- „Pod între dimineți”, CPSF, #491
- „Nicăieri, pretutindeni, țărmul”, Anticipația CPSF, nr. 505
- „De ce cad îngerii ”, Almanah Anticipația 1998 din 1997
- „Ubik, mon amour”  , Almanah Anticipația 2013

### Traduceri
- 2009 - Războiul bătrânilor, John Scalzi, Editura Millennium Press, Satu Mare.
- 2012 - Războinicii - vol. 1, Antologie de G. R. R. Martin și Gardner Dozois, Editura Nemira, București.

### Ca editor
- CPSF Anticipația (2012-2015)

## Afilieri
Societatea Română de Science Fiction și Fantasy, membru fondator

## Distincții literare
- 1985 - Mențiune la Concursul literar al cenaclului Helion, Timișoara, pentru schița Vânătoarea din zori;
- 1986 - Premiul pentru schiță - Noapte bună, Tereza, la Romcon, Iași;
- 1987 - Premiul Uniunii Scriitorilor din România - Început de anotimp ploios la Ezary, Craiova;
- 1993 - Premiul special al juriului, Concursul Vladimir Colin organizat de Editura Nemira - Nu ne putem abține să nu vă iubim.
- 2014 - A doua venire, Premiul Vladimir Colin pentru cel mai bun volum de proză scurtă SF